# Karin Meijer

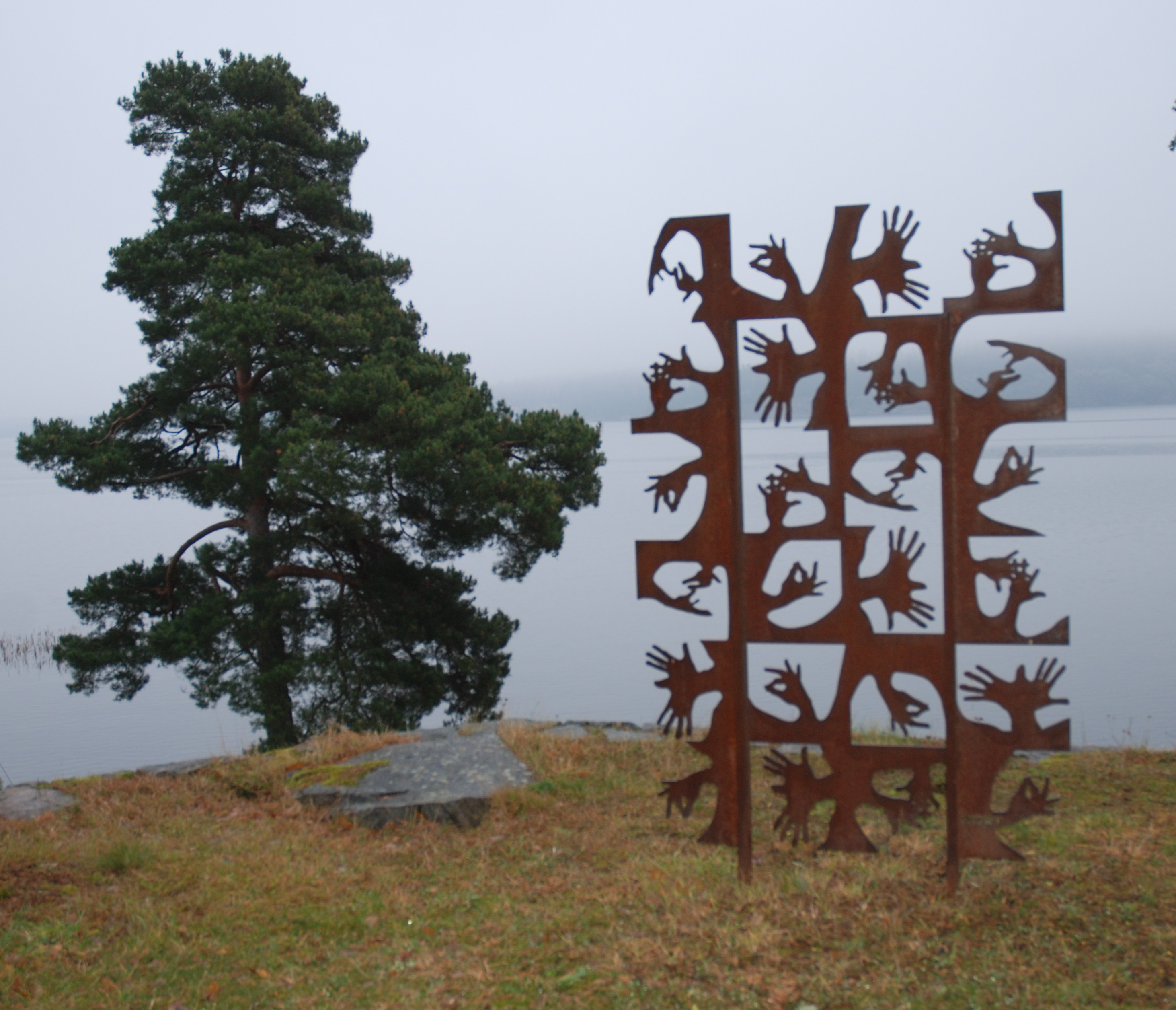
Händer, Vår Gård i Saltsjöbaden.

Karin Viktoria Meijer, född 28 januari 1968, är en svensk keramiker och skulptör.

## Biografi
Karin Meijer utbildade sig på konstlinjen på Gävle Folkhögskola 1988-90, på Konstfackskolans keramik- och glaslinje 1990-93 och 1995-96 och hade sin första separatutställning i Skellefteå 1995. Hon gör keramiskt bruksgods och konstföremål, och har gjort ett antal offentliga utsmyckningar i olika material.
Hon deltog i en utställning om trädgårds- och konsthantverk i samspel i Rosendals trädgård i Stockholm Kulturhuvudstadsåret 1998 med skulpturen Händer i cortenstål, som nu finns permanent placerad på Vår Gård i Saltsjöbaden.

## Offentliga verk i urval
- Händer (1998), cortenstål, Vår Gård i Saltsjöbaden och Sjöholmsvägen, Älvsjö i Stockholm
- Bänk i betong och stengods, Björkbackens äldreboende, Karlskrona
- Arkipelag, väggrelief i lergods, Affärsverken Karlskrona, Karlskrona
- Händer, lackerad stålplåt, Eklidens äldreboende, Karlskrona

### Fotnoter
1. ↑  CV på Karin Meijers webbplats